# Lenguas bantúes del grupo S
Las lenguas bantúes del grupo S o bantúes del sur constituyen uno de los principales grupos de la subfamilia bantú. Geográficamente se extienden por el extremo sur de África y suman casi 50 millones de hablantes. Las principales lenguas de este grupo son el zulú, el xhosa y el shona.

## Clasificación
Las lenguas bantúes del sur se dividen en seis ramas principales:
- Lenguas nguni: xhosa, zulú, ndebele del norte, suazi, ndebele del sur
- sotho-tswana: setsuana, sesotho, sesotho sa leboa, lozi
- Tswa-Ronga: xiRonga, tsonga
- Chopi
- shona, con varios dialectos como el zezuru.
- venda

Janson (1991-92) revisó esta clasificación de Guthrie y excluyó a las lenguas shona como miembros del mismo subgrupo filogenético y encontró evidencia de que las lenguas makua si estaban directamente emparentadas con el resto, y propuso que las lenguas bantúes meridionales que incluían los cambios mencionados sí formaban un grupo filogenético válido.